# Abyssidrilus altus
Abyssidrilus altus är en ringmaskart som först beskrevs av Erséus 1980.  Abyssidrilus altus ingår i släktet Abyssidrilus och familjen glattmaskar. Inga underarter finns listade i Catalogue of Life.